# Capnia bifrons
Capnia bifrons är en bäcksländeart som först beskrevs av Newman 1838.  Capnia bifrons ingår i släktet Capnia och familjen småbäcksländor. Arten är reproducerande i Sverige. Inga underarter finns listade i Catalogue of Life.